# オキソ酸
オキソ酸（オキソさん、Oxoacid）とは、何らかの原子にヒドロキシ基 (-OH) とオキソ基 (=O) が結合しており、かつ、そのヒドロキシ基がプロトンを供与できる化合物を指す。ただし、無機化学命名法に関してIUPACが1990年に行った勧告のオキソ酸の定義では、先述した化合物の他にアクア酸 (aqua acid) 、ヒドロキソ酸 (hydroxoacid) も、オキソ酸に含まれる。

## 脱水縮合
オキソ酸が脱水縮合して、ポリオキソ酸が生成する場合が有る。例えば、リン酸では、二リン酸、三リン酸が見られる。酸無水物も同様に、オキソ酸の脱水縮合生成物に当たる。遷移金属元素のオキソ酸は、金属オキソ酸（ポリ酸）と呼ぶ。

## 酸としての強さ

単純なオキソ酸の1つである、炭酸の構造。なお、炭酸は揮発酸だが、オキソ酸が揮発酸とは限らず、例えば硫酸は不揮発酸として知られる。

オキソ酸には、様々な種類が存在する。無機化合物のオキソ酸の例としては、硫酸や硝酸、リン酸などが挙げられる。さらに、有機化合物の中にもカルボン酸のようなオキソ酸が存在する。酸塩基反応においてオキソ酸は、一般に、多原子イオンとプロトンを与える。ただし、酸としての強弱は、化合物の種類により様々である。

### ポーリングの規則
単核オキソ酸の酸性度の強さを推定する2つの経験則として、ポーリングの規則（Pauling's rules）が知られている。
1. 中心元素 E のオキソ酸の化学式が EO<m(OH)n  で表される場合に、酸解離定数 Ka は次の関係式で表される。
{\displaystyle {\mbox{p}}K_{a}=-\log K_{a}\approx 8-5m}
2. n＞1の酸の逐次酸解離のpKa値は、プロトン解離が1回起こる毎に5ずつ増加する。

ただし、この規則に従わないオキソ酸も存在する。例えば炭酸の推定値は3だが、実測値は6.4である。これは水溶液中に溶けている二酸化炭素のうち、僅かしか炭酸にならないためである。これを考慮に入れるとpKa値は規則通り約3.6である。
{\displaystyle {\ce {CO2 + H2O <=> H2CO3}}}
{\displaystyle {\ce {H2CO3 <=> H^+ + HCO3^-}}}
また、亜硫酸は見かけ上のpKaが1.9と一見して規則に従っているかのような値を示す。しかし、実際には規則に従っていると言えない。これはSO2水溶液中に亜硫酸分子が検出されず、さらに二亜硫酸イオンを生成するなど複雑な、化学平衡を持っているからである。
{\displaystyle {\ce {SO2 + H2O <=> H^+ + HSO3^-}}}
{\displaystyle {\ce {2HSO3^- <=> S2O5^2- + H2O}}}

## オキソ酸の一覧
- ハロゲンオキソ酸
  - 次亜塩素酸、亜塩素酸、塩素酸、過塩素酸
  - 次亜臭素酸、亜臭素酸、臭素酸、過臭素酸
  - 次亜ヨウ素酸、亜ヨウ素酸、ヨウ素酸、過ヨウ素酸
- ホウ酸
- 炭酸
- オルト炭酸
- カルボン酸
- ケイ酸
- 亜硝酸
- 硝酸
- 亜リン酸
- リン酸
- ヒ酸
- 亜硫酸
- 硫酸
- スルホン酸
- スルフィン酸
- クロム酸
- 二クロム酸
- 過マンガン酸
- タングステン酸